# گورستان کبود گنبد
قبرستان کبود گنبد مربوط به دوره ایلخانی است و در شهرستان ورزقان، بشخ خاروانا، دهستان دیزمار، چسبیده به ضلع شمالی روستای کبود گنبد واقع شده و این اثر در تاریخ ۲۷ اسفند ۱۳۸۷ با شمارهٔ ثبت ۲۶۳۷۶ به‌عنوان یکی از آثار ملی ایران به ثبت رسیده است.